# Дерек Корнеліус
Дерек Корнеліус (англ. Derek Cornelius, нар. 25 листопада 1997, Ейджакс) — канадський футболіст, захисник французького «Марселя».
Виступав, зокрема, за клуби «Любек», «Ванкувер Вайткепс» та «Мальме», а також національну збірну Канади.

## Клубна кар'єра
У дорослому футболі дебютував 2014 року виступами за команду «Любек», в якій провів два сезони, взявши участь в одному матчі чемпіонату. 
Своєю грою за цю команду привернув увагу представників тренерського штабу клубу «Ноймюнстер», до складу якого приєднався 2016 року. Відіграв за «Ноймюнстер» наступний сезон своєї ігрової кар'єри.
2017 року уклав контракт з клубом «Явор» (Іваниця), у складі якого провів наступні два роки своєї кар'єри гравця. 
З 2019 року два сезони захищав кольори клубу «Ванкувер Вайткепс». 
До складу клубу «Панетолікос» приєднався 2021 року. Станом на 14 липня 2021 року відіграв за клуб з Агрініо 42 матчі в національному чемпіонаті.

## Виступи за збірні
2018 року залучався до складу молодіжної збірної Канади. На молодіжному рівні зіграв у 3 офіційних матчах.
2018 року дебютував в офіційних матчах у складі національної збірної Канади.
У складі збірної був учасником розіграшу Золотого кубка КОНКАКАФ 2019 року у трьох країнах, чемпіонату світу 2022 року у Катарі.

## Статистика виступів

### Статистика клубних виступів
Станом на 13 листопада 2022 
| Команда                | Сезон            | Ліга             | Ліга | Ліга | Кубок | Кубок | Плей-оф | Плей-оф | Інші | Інші | Разом | Разом |
| Команда                | Сезон            | Дивізіон         | Ігри | Голи | Ігри  | Голи  | Ігри    | Голи    | Ігри | Голи | Ігри  | Голи  |
| ---------------------- | ---------------- | ---------------- | ---- | ---- | ----- | ----- | ------- | ------- | ---- | ---- | ----- | ----- |
| «Любек»                | 2015–16          | РЛ               | 1    | 0    | 0     | 0     | 0       | 0       | 0    | 0    | 1     | 0     |
| «Ноймюнстер»           | 2016–17          | ШГЛ              | 17   | 2    | 0     | 0     | 0       | 0       | 0    | 0    | 17    | 2     |
| «Явор»                 | 2016–17          | СЛ               | 3    | 0    | 0     | 0     | 0       | 0       | 0    | 0    | 3     | 0     |
| «Явор»                 | 2017–18          | СЛ               | 22   | 0    | 3     | 0     | 0       | 0       | 0    | 0    | 25    | 0     |
| «Явор»                 | 2018–19          | ПЛС              | 3    | 0    | 0     | 0     | 0       | 0       | 0    | 0    | 3     | 0     |
| Разом                  | Разом            | 28               | 0    | 3    | 0     | 0     | 0       | 0       | 0    | 31   | 0     |       |
| «Ванкувер Вайткепс»    | 2019             | МЛС              | 17   | 1    | 1     | 0     | 0       | 0       | 0    | 0    | 18    | 1     |
| «Ванкувер Вайткепс»    | 2020             | МЛС              | 13   | 0    | 0     | 0     | 0       | 0       | 1    | 0    | 14    | 0     |
| «Ванкувер Вайткепс»    | 2021             | МЛС              | 5    | 0    | 0     | 0     | 0       | 0       | 0    | 0    | 5     | 0     |
| Разом                  | Разом            | 35               | 1    | 1    | 0     | 0     | 0       | 1       | 0    | 37   | 1     |       |
| «Панетолікос» (оренда) | 2021–22          | СЛ               | 29   | 2    | 4     | 0     | 0       | 0       | 0    | 0    | 33    | 2     |
| «Панетолікос» (оренда) | 2022–23          | СЛ               | 13   | 0    | 1     | 0     | 0       | 0       | 0    | 0    | 14    | 0     |
| Разом                  | Разом            | 42               | 2    | 5    | 0     | 0     | 0       | 0       | 0    | 45   | 2     |       |
| Разом за кар'єру       | Разом за кар'єру | Разом за кар'єру | 121  | 5    | 9     | 0     | 0       | 0       | 1    | 0    | 131   | 5     |

1. ↑  Нокаут-раунд турніра MLS is Back.

### Статистика виступів за збірну
| #  | Дата              | Місто      | Суперник                        | Результат | Змагання                               | Хвилини | Голи | Паси |
| -- | ----------------- | ---------- | ------------------------------- | --------- | -------------------------------------- | ------- | ---- | ---- |
| 1  | 9 вересня 2018    | Брейдентон | Американські Віргінські Острови | 8 - 0     | Ліга націй КОНКАКАФ 2019—2020 (відбір) | 90      | 0    | 0    |
| 2  | 16 жовтня 2018    | Торонто    | Домініка                        | 5 - 0     | Ліга націй КОНКАКАФ 2019—2020 (відбір) | 90      | 0    | 0    |
| 3  | 18 листопада 2018 | Бастер     | Сент-Кіттс і Невіс              | 1 - 0     | Ліга націй КОНКАКАФ 2019—2020 (відбір) | 90      | 0    | 0    |
| 4  | 24 березня 2019   | Ванкувер   | Французька Гвіана               | 4 - 1     | Ліга націй КОНКАКАФ 2019—2020 (відбір) | 90      | 0    | 0    |
| 5  | 10 червня 2019    | Фуллертон  | Тринідад і Тобаго               | 2 - 0     | Товариський матч                       | 90      | 0    | 0    |
| 6  | 15 червня 2019    | Пасадіна   | Мартиніка                       | 4 - 0     | Золотий кубок КОНКАКАФ 2019            | 90      | 0    | 0    |
| 7  | 19 червня 2019    | Денвер     | Мексика                         | 1 - 3     | Золотий кубок КОНКАКАФ 2019            | 90      | 0    | 0    |
| 8  | 23 червня 2019    | Шарлотт    | Куба                            | 7 - 0     | Золотий кубок КОНКАКАФ 2019            | 90      | 0    | 0    |
| 9  | 29 червня 2019    | Х'юстон    | Гаїті                           | 2 - 3     | Золотий кубок КОНКАКАФ 2019            | 90      | 0    | 0    |
| 10 | 7 вересня 2019    | Торонто    | Куба                            | 6 - 0     | Ліга націй КОНКАКАФ 2019—2020          | 90      | 0    | 0    |
| 11 | 10 вересня 2019   | Джорджтаун | Куба                            | 1 - 0     | Ліга націй КОНКАКАФ 2019—2020          | 61'     | 0    | 0    |
| 12 | 15 жовтня 2019    | Торонто    | США                             | 2 - 0     | Ліга націй КОНКАКАФ 2019—2020          | 90      | 0    | 0    |
| 13 | 15 листопада 2019 | Орландо    | США                             | 1 - 4     | Ліга націй КОНКАКАФ 2019—2020          | 48'     | 0    | 0    |
| 14 | 10 січня 2020     | Ірвайн     | Барбадос                        | 4 - 1     | Товариський матч                       | 90      | 0    | 0    |
| 15 | 10 жовтня 2021    | Кінгстон   | Ямайка                          | 0 - 0     | ЧС-2022 (кваліфікація)                 | 90      | 0    | 0    |

## Титули і досягнення
- Чемпіон Швеції (1):

«Мальме»: 2023
- Володар Кубка Швеції (1):

«Мальме»: 2023–24